# Kanaloa kahoolawensis
Genre
Espèce
Statut de conservation UICN

PEWD : Peut-être éteint à l'état sauvage
Kanaloa kahoolawensis est une espèce de plantes à fleurs dicotylédones de la famille des Fabaceae, sous-famille des Mimosoideae. C'est un arbuste originaire de Hawaï. C'est l'unique espèce acceptée du genre Kanaloa (genre monotypique).

## Description
Kanaloa kahoolawensis est un arbuste inerme pouvant atteindre de 0,75 à 1 m de haut, densément ramifié, aux branches décombantes mesurant de 0,75 à 1,5 m de long. Les nouvelles pousses, brunes, sont densément villeuses-hirtelleuses, présentant des trichomes simples, droits et bouclés, blancs et bruns, de 0,1 à 0,3 mm de long. Les stipules libres, ovales, villosuleuses, sont appariées et mesurent de 1,5 à 2 mm de long sur 1,2 à 1,5 mm de large.
Les feuilles, alternes, sont composées bipennées, avec une seule paire de pinnules, portant chacune 3 folioles, une paire terminale et une seule foliole proximale du côté abaxial. Les folioles, presque sessiles, ovales à elliptiques, présentent un pulvinus de moins de 1 mm et sont asymétriques (2,7 à 4,2 cm de long x 1,4 à 3,2 cm de large).
L'inflorescence est un capitule globuleux, de 7 à 9 mm de diamètre, porté par un pédoncule de 2,7 à 4,5 cm de long. Chaque capitule regroupe de 20 à 54 fleurs.
Celles-ci de couleur blanche, sous-tendues de bractées peltées persistantes, sont pour la plupart unisexuées, mâles, certaines présentant un stigmate stérile très réduit de moins de 0,5 mm de long. Aucune fleur hermaphrodite n'a été observée. Les fleurs présentent un calice à 5 lobes formé de 5 sépales pubescents, connés, une corolle comprenant 5 pétales libres oblancéolés, infléchis, de 2 à 3 mm de long. Ces pétales, pubescents, très hirtelleux à l'apex, ont une nervure médiane très visible. Les étamines, au nombre de 10, distinctes, portent une anthère dorsifixées de 0,6 à 1,0 mm de long, avec des filaments de 2 à 4,5 mm de long. Le pollen est de type monade tricolporée.
Les fruits stipités, portés par un stipe de 4 à 5 mm de long, de forme obovale ou subcirculaire, mesurent de 2,4 à 3,2 cm de long sur 2 à 2,3 cm de large. Ils sont groupés par 4 au maximum par capitule. Ils sont déhiscents de manière inerte le long des deux marges. Chaque fruit contient une seule graine.

## Distribution et habitat
On n'a découvert que deux spécimens de cette espèce vivant à l'état sauvage. L'unique plante restante pousse sur les falaises d'un éperon d'érosion marine au large de l'île de Kahoolawe, sur un oxisol dérivé de laves basaltiques, situé à une altitude de 45 à 60 mètres. Il est possible que l'aire de répartition de cette espèce ait compris auparavant d'autres îles hawaïennes. On a découvert du pollen fossilisé de plantes susceptibles d'appartenir au même genre dans des carottes géologiques prélevées dans des dolines des îles d'Oahu et de Maui, et dans la grotte Makauwahi à Kauai.
On ne peut pas déterminer avec certitude si les grains de pollen de ces échantillons appartiennent à Kanaloa kahoolawensis. Étant donné que Kahoolawe était rattachée à Maui et à d'autres îles à l'époque préhistorique (voir aussi Maui Nui), il est tout à fait possible que ce pollen appartienne à Kanaloa kahoolawensis. D'un autre côté, il se peut également que les vestiges de population qui subsistent à Oahu représentent une autre espèce, éteinte, peut-être un ancêtre de Kanaloa kahoolawensis, à en juger par la biogéographie des plantes terrestres hawaïennes,,.